# Torrecilla del Monte
Torrecilla del Monte è un comune spagnolo di 60 abitanti situato nella comunità autonoma di Castiglia e León.